# Tuur Dens
Tuur Dens (Rotselaar, 26 juni 2000) is een Belgisch weg- en baanwielrenner. Dens nam in 2019 deel aan de Europese Spelen in Minsk, hij behaalde hier een dertiende plaats op de 1km tijdrit. In 2021 debuteerde hij op de wereldkampioenschappen in Roubaix. Hij verraste in zijn eerste deelname met een zilveren medaille in de scratch.
Dens kwalificeerde zich in Roubaix voor de innovatieve UCI Track Champions League 2021 met manches in Mallorca, Litouwen, London en Tel Aviv. De belofte sloot een overeenkomst met partners Pantarein (waterzuivering) en Stella Artois alcoholfree 0,0% (alcoholvrij bier) voor de duur van het event.
Vanaf 1 januari 2022 komt Dens uit voor het Sport Vlaanderen - Baloise team. Hij tekende een contract tot eind 2023.

## Belangrijkste resultaten

### Baanwielrennen
| Jaar     | BK                                                              | EK                   | WK       | OS       | NC                             | Overig                                           |
| Junioren | Junioren                                                        | Junioren             | Junioren | Junioren | Junioren                       | Junioren                                         |
| -------- | --------------------------------------------------------------- | -------------------- | -------- | -------- | ------------------------------ | ------------------------------------------------ |
| 2016     | 1km · afvalling · omnium                                        |                      |          |          |                                |                                                  |
| 2017     | 1km · keirin · scratch · omnium · ploegkoers                    |                      |          |          |                                |                                                  |
| Beloften |                                                                 |                      |          |          |                                |                                                  |
| 2020     |                                                                 | scratch              |          |          |                                |                                                  |
| 2021     |                                                                 | scratch              |          |          |                                |                                                  |
| 2022     |                                                                 | ploegenachtervolging |          |          |                                |                                                  |
| Elites   |                                                                 |                      |          |          |                                |                                                  |
| 2018     | km                                                              |                      |          |          |                                |                                                  |
| 2019     | km · keirin                                                     |                      |          |          |                                |                                                  |
| 2020     |                                                                 |                      |          |          |                                |                                                  |
| 2021     |                                                                 |                      | scratch  |          | Cali: · ploegkoers             | Coupe de France Le Mans: ploegkoers              |
| 2022     | ploegkoers · puntenkoers · sprint · scratch                     |                      |          |          |                                |                                                  |
| 2023     | achtervolging · afvalkoers · km · omnium · ploegkoers · scratch |                      | scratch  |          |                                | GP Brno: omnium en ploegkoers Londen: afvalkoers |
| 2024     |                                                                 |                      |          |          | Milton: · ploegenachtervolging |                                                  |

## Ploegen
- 2022 –  Topsport Vlaanderen-Baloise
- 2023 –  Team Flanders-Baloise
- 2024 –  Team Flanders-Baloise
- 2025 –  Team Flanders-Baloise

Apers · Berckmoes · Bonneu · Braet · Colman · 
De Pestel · De Vylder · De Wilde · Dens · 
Fretin · Ghys · Herregodts · Hesters · Marit · Mertens · Reynders · Van Poucke · Van Rooy · Vanhoof · Verwilst · Weemaes
Apers · Berckmoes · Bonneu · Braet · Claeys · Clynhens · Colman · De Pestel · De Vylder · De Wilde · Dens · Fretin · Gerits · Hesters · Maris · Van Hemelen · Van Poucke · Vandenbranden · Vanhoof · Verwilst
Bonneu · Claeys · Clynhens · Colman · Craps · De Vylder · De Wilde · Dejaegher · Dens · Deweirdt · Gerits · Hesters · Maris · Van Hemelen · Van Poucke · Vandenbranden · Vandenstorme · Vandevelde · Vanhoof · Vercouillie